# Lilla Flurtjärnen
Lilla Flurtjärnen är en sjö i Bollnäs kommun i Hälsingland och ingår i Ljusnans huvudavrinningsområde. Lilla Flurtjärnen ligger i Andersvallsslåtten Natura 2000-område.